# ويليام بيتي (مصور)
ويليام بيتي (بالإنجليزية: William Beattie)‏ هو مصور نيوزيلندي، ولد في 1864 في أبردين في المملكة المتحدة، وتوفي في 15 مارس 1931 في أوكلاند في نيوزيلندا.